# Liste der Unternehmen im DB-Konzern
Die Liste der Unternehmen im DB-Konzern gibt eine Übersicht über die Konzernunternehmen der Deutschen Bahn AG.

## Geschichte

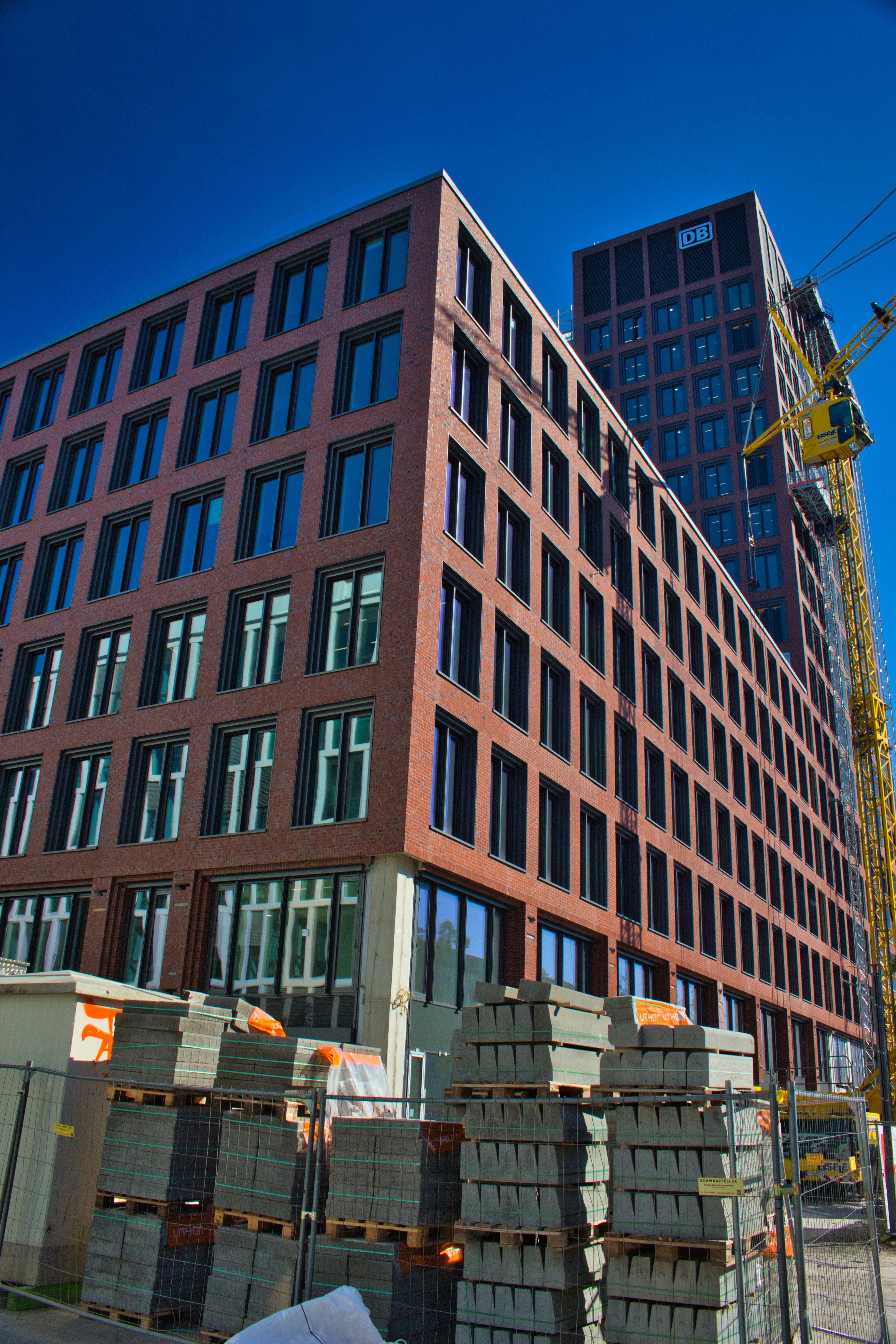
DB Brick und DB Tower (hinten) an der Frankfurter Europa-Allee kurz vor der Fertigstellung. Der Bürokomplex ist Sitz mehrerer Teilunternehmen der Deutschen Bahn.

Im Zuge des geplanten Börsengangs der DB wurde die Konzernstruktur im Jahr 2008 neu aufgestellt, wodurch für die verschiedenen Ressorts eigene Marken eingeführt wurden. Dabei war das Unternehmen Deutsche Bahn AG direkt für den Bereich Infrastruktur verantwortlich und umfasste die Geschäftsfelder DB Netze Fahrweg, DB Netze Personenbahnhöfe und DB Netze Energie.
Die übrigen Geschäftsfelder waren unter Führung der DB Mobility Logistics AG (DB ML AG), einer 100-prozentigen Tochtergesellschaft der Deutschen Bahn AG gebündelt und umfassten die Mobilitäts- und Logistikaktivitäten des DB-Konzerns. Dabei handelte es sich um die Geschäftsfelder DB Bahn Fernverkehr, DB Bahn Regio, DB Arriva, DB Schenker Rail, DB Schenker Logistics und DB Dienstleistungen.
Die DB ML AG bildete innerhalb des DB-Konzerns einen Teilkonzern. Beide Unternehmen hatten zu diesem Zeitpunkt im DB-Konzern die Funktion einer konzernleitenden Management-Holding.
2009 waren im DB-Konzern 579 Unternehmen im In- und Ausland zusammengeschlossen, an denen die DB AG direkt oder indirekt die Mehrheit (50 % und mehr) hielt. An weiteren 123 Unternehmen hielt die DB AG eine Minderheitsbeteiligung (49 % und weniger).
Nachdem der geplante Börsengang verworfen wurde, begann man im Juli 2015 damit, die DB Holding wieder umzubauen. Am 26. August 2016 wurde die DB Mobility Logistics AG schließlich auf die Deutsche Bahn AG verschmolzen.

## Geschäftsfeld DB Fernverkehr
| Name              | Firmensitz        | Gesellschafter   | Anteil | Leistungen          |
| ----------------- | ----------------- | ---------------- | ------ | ------------------- |
| DB Fernverkehr AG | Frankfurt am Main | Deutsche Bahn AG | 100 %  | Personenfernverkehr |

## Geschäftsfeld DB Regio
| Name                               | Firmensitz        | Gesellschafter   | Anteil | Leistungen                         |
| ---------------------------------- | ----------------- | ---------------- | ------ | ---------------------------------- |
| DB Regio AG                        | Frankfurt am Main | Deutsche Bahn AG | 100 %  | Schienenpersonennahverkehr (SPNV)  |
| DB RegioNetz Verkehrs GmbH         | Frankfurt am Main | DB Regio AG      | 100 %  | Dezentraler Betrieb der RegioNetze |
| S-Bahn Berlin GmbH                 | Berlin            | DB Regio AG      | 100 %  | S-Bahnverkehr in Berlin            |
| S-Bahn Hamburg GmbH                | Hamburg           | DB Regio AG      | 100 %  | S-Bahnverkehr im Großraum Hamburg  |
| Regionalverkehre Start Deutschland | Frankfurt am Main | DB Regio AG      | 100 %  | Schienenpersonennahverkehr (SPNV)  |
| DB Regio Stuttgart                 | Stuttgart         | DB Regio AG      | 100 %  | Schienenpersonennahverkehr (SPNV)  |

Zum Geschäftsfeld DB Regio gehören auch die folgenden Busgesellschaften, die wiederum an weiteren Busgesellschaften Mehrheitsbeteiligungen besitzen (eingerückt dargestellt):
Region Nord
- DB Regio Bus Nord GmbH (Hamburg)
- Autokraft GmbH (Hamburg)
- Regionalbus Braunschweig GmbH (RBB) (Hamburg)
  - Haller Busbetrieb GmbH (Walsrode)
- Weser-Ems Busverkehr GmbH (Hamburg)
  - Kreisbahn Aurich Verkehrsbetriebe GmbH (Aurich)

Region NRW
- Busverkehr Ostwestfalen GmbH (BVO) (Bielefeld)
  - Nahverkehr Ostwestfalen GmbH (NVO) (Münster)
- Busverkehr Rheinland GmbH (BVR) (Düsseldorf)
- Westfalen Bus GmbH (Münster)

Region Mitte
- DB Regio Bus Mitte GmbH (Mainz)
- Rhein-Mosel Verkehrsgesellschaft mbH (RMV) (Koblenz)
  - rheinhunsrückbus (rhb) (Simmern)
- Omnibusverkehr Rhein-Nahe GmbH (ORN) (Mainz)
- DB Regio Bus Rhein-Mosel GmbH (Mainz)

Region Baden-Württemberg
- Busverkehr Rhein-Neckar GmbH (BRN) (Ludwigshafen am Rhein)
- RVS Regionalbusverkehr Südwest GmbH (Karlsruhe)
- Regional Bus Stuttgart GmbH (RBS) (Aalen)
- Friedrich Müller Omnibusunternehmen GmbH (FMO) (Schwäbisch Hall)
- Südbadenbus GmbH (SBG) (Freiburg im Breisgau)
- Regionalverkehr Alb-Bodensee GmbH (RAB) (Ulm)

Region Bayern
- DB Regio Bus Bayern GmbH (DRB) (Ingolstadt)
- Omnibusverkehr Franken GmbH (OVF) (Nürnberg)
  - KOB GmbH (KOB) (Oberthulba)
- Regionalbus Ostbayern GmbH (RBO) (Regensburg)
- Regionalverkehr Oberbayern GmbH (RVO) (München)
  - Regionalverkehr Allgäu GmbH (RVA) (Oberstdorf)
- Verkehrsgesellschaft mbH Untermain (VU) (Aschaffenburg)

Region Ost
- Busverkehr Oder-Spree GmbH (BOS) (Fürstenwalde/Spree)
- DB Regio Bus Ost GmbH (Potsdam)

## Geschäftsfeld DB Cargo
- DB Cargo AG (Mainz)
- DB Cargo Scandinavia (Taastrup/Dänemark)
- DB Cargo Italia S.r.l. (Mailand/Italien)
  - DB Cargo Italia Services S.r.l. (Mailand/Italien)
- DB Cargo Nederland N.V. (Utrecht/Niederlande)
- DB Cargo Polska S.A. (Zabrze/Polen)
- DB Cargo Schweiz GmbH (Opfikon/Schweiz)
- DB Cargo UK Ltd. (Doncaster/England)
- DB Cargo France SAS (Aubervilliers/Frankreich)
- DB Cargo Bulgaria (Karlowo/Bulgarien)
- Transfesa Logistics (Madrid/Spanien)
- TRANSA Spedition GmbH (Offenbach)
- DB Cargo Logistics GmbH (Kelsterbach)
- Mitteldeutsche Eisenbahn GmbH (Schkopau)
- RBH Logistics GmbH (Gladbeck) (früher: RAG Bahn und Hafen GmbH)
- DB Intermodal Services GmbH (Mainz)
- DB Cargo BTT GmbH (Mainz)
- DB Cargo Hungaria Kft (Győr/Ungarn)
- Deutsche Bahn Cargo Romania SRL (Timișoara/Rumänien)
- TFG Transfracht (Mainz)

## Geschäftsfeld DB InfraGO
Der DB InfraGO AG (Frankfurt am Main) (bis 27. Dezember 2023 DB Netz, verschmolzen mit DB Station&Service) gehören folgende Unternehmen:
| Name                                             | Firmensitz        | Gesellschafter                                                                  | Anteil | Leistungen                               |
| ------------------------------------------------ | ----------------- | ------------------------------------------------------------------------------- | ------ | ---------------------------------------- |
| DB BahnPark GmbH                                 | Berlin            | DB InfraGO AG                                                                   | 51 %   | Parkraummanagement                       |
| DB Fahrwegdienste GmbH                           | Berlin            | DB InfraGO AG                                                                   | 100 %  | u. a. Vegetations- und Fahrwegpflege     |
| DB RegioNetz Infrastruktur GmbH                  | Frankfurt am Main | DB InfraGO AG                                                                   | 100 %  |                                          |
| Deutsche Umschlaggesellschaft Schiene-Straße mbH | Bodenheim         | DB InfraGO AG                                                                   | 100 %  | Beitreiber von Umschlagbahnhöfen         |
| Megahub Lehrte                                   | Lehrte            | Deutsche Umschlaggesellschaft Schiene-Straße mbH und Kombiverkehr GmbH & Co. KG | 50 %   | Betreiber einer Schnellumschlaganlage    |
| DB broadband GmbH                                | Frankfurt am Main | DB InfraGO AG                                                                   | 100 %  | Netzabdeckung mittels Glasfaser          |
| Signon Deutschland GmbH                          | Berlin            | DB InfraGO AG                                                                   | 100 %  | Ingenieurdienstleistungen im Bahnbereich |

## Weitere Unternehmen
- Deutsche Bahn Digital Ventures GmbH (Berlin)
- Deutsche Bahn Finance GmbH (Berlin)
- Usedomer Bäderbahn GmbH (Ostseebad Heringsdorf)
- DB Bahnbau Gruppe GmbH (Berlin)[7]
- DB Energie GmbH (Frankfurt am Main)
- DB Systel GmbH (Frankfurt am Main)
- DB JobService GmbH (Berlin)
- DB Zeitarbeit GmbH (Berlin)
- DB Fahrzeuginstandhaltung GmbH (Frankfurt am Main)
- DB Vertrieb GmbH (Frankfurt am Main)
  - DB Dialog GmbH (Berlin)
- Deutsche Bahn Connect GmbH (Frankfurt am Main)
- Ioki GmbH (Frankfurt am Main)
- GHT Mobility GmbH, Markenname Clevershuttle (Berlin)
- DB Engineering & Consulting (Berlin)
- DB Kommunikationstechnik GmbH (Frankfurt am Main)
- DB Services GmbH (Berlin)
- DB Sicherheit GmbH (Berlin)
- DB Systemtechnik GmbH (Minden)
- DB International Operations (Berlin)[8]

## Ehemalige Konzernunternehmen
| Name                                                            | Firmensitz               | alter Gesellschafter                        | Verbleib                                                     | Konzernunternehmen bis | Belege               |
| --------------------------------------------------------------- | ------------------------ | ------------------------------------------- | ------------------------------------------------------------ | ---------------------- | -------------------- |
| Anterist + Schneider GmbH                                       | Saarbrücken              | Schenker Deutschland AG                     | verschmolzen auf Schenker Deutschland AG                     | 16. Aug. 2012          | [ 9 ]                |
| Anterist + Schneider Automotive Service GmbH                    | Saarwellingen            | Schenker Deutschland AG                     | verschmolzen auf Schenker Deutschland AG                     | 16. Aug. 2012          | [ 10 ]               |
| Anterist + Schneider Logistik GmbH                              | Zwenkau                  | Schenker Deutschland AG                     | verschmolzen auf Schenker Deutschland AG                     | 24. Aug. 2012          | [ 11 ]               |
| Anterist + Schneider Möbel Logistik GmbH                        | Saarbrücken              | Schenker Deutschland AG                     | verschmolzen auf Schenker Deutschland AG                     | 16. Aug. 2012          | [ 12 ]               |
| Anterist + Schneider Versicherungs-Vermittlungsgesellschaft mbH | Saarbrücken              | Schenker Deutschland AG                     | verschmolzen auf Anterist & Schneider GmbH                   | 25. Aug. 2007          | [ 13 ]               |
| Arriva PLC                                                      | Sunderland               | Deutsche Bahn AG                            | verkauft an I Squared Capital                                | 3. Juni 2024           | [ 14 ]               |
| ATG Autotransportlogistic GmbH                                  | Eschborn                 | Schenker Deutschland AG                     | verschmolzen auf DB Schenker Rail Automotive GmbH            | 15. Sep. 2010          | [ 15 ]               |
| BAX Global GmbH                                                 | Kelsterbach              | Schenker Deutschland AG                     | verschmolzen auf Schenker Deutschland AG                     | 28. Juni 2007          | [ 16 ]               |
| BTS Kombiwaggon GmbH                                            | Mainz                    | Stinnes AG                                  | umfirmiert zu DB Intermodal Services GmbH                    | 18. Juli 2008          | [ 17 ]               |
| BTT BahnTankTransport GmbH                                      | Mainz                    | Schenker Deutschland AG                     | umfirmiert zu DB Schenker BTT GmbH                           | 9. März 2009           | [ 18 ]               |
| Burgenlandbahn GmbH                                             | Zeitz                    | DB Regio AG                                 | verschmolzen auf DB Regio AG                                 | 31. Okt. 2007          | [ 19 ]               |
| CityNightLine CNL AG                                            | Zürich/Schweiz           | DB Fernverkehr AG                           | aufgelöst (Geschäftsbetrieb von DB Autozug übernommen)       | 19. Nov. 2010          | [ 20 ]               |
| DB Akademie GmbH                                                | Potsdam                  | Deutsche Bahn AG                            | verschmolzen auf DB Mobility Logistics AG                    | 28. Sep. 2012          | [ 21 ]               |
| DB Anlagen und Haus Service GmbH                                | Berlin                   | Deutsche Bahn AG                            | umfirmiert in DB Services Technische Dienste GmbH            | 2001                   | [ 22 ] [ 23 ]        |
| DB AutoZug GmbH                                                 | Dortmund                 | DB Fernverkehr AG                           | verschmolzen auf DB Fernverkehr                              | 27. Sep. 2013          | [ 24 ]               |
| DBBauProjekt GmbH                                               | ?                        | ?                                           | verschmolzen auf DB ProjektBau GmbH                          | 8. Okt. 2003           | [ 25 ]               |
| DB Bahnbau GmbH (DBB)                                           | Berlin                   | DB Netz AG                                  | verschmolzen auf DB Bahnbau Gruppe GmbH                      | 31. Dez. 2009          | [ 26 ]               |
| DB BahnService GmbH                                             | Berlin                   | Deutsche Bahn AG                            | verschmolzen auf DB Zeitarbeit GmbH                          | 6. Juli 2010           | [ 27 ]               |
| DB Cargo AG                                                     | Mainz                    | Deutsche Bahn AG                            | umfirmiert in Railion Deutschland AG                         | 31. Aug. 2003          |                      |
| DB Consult GmbH                                                 | Frankfurt am Main        | Deutsche Bahn AG                            | verschmolzen auf DB International GmbH                       | 22. Juli 2011          | [ 28 ]               |
| DB Dialog Telefonservice GmbH                                   | Berlin                   | DB Vertrieb GmbH                            | umfirmiert in DB Dialog GmbH                                 | 2012                   | [ 29 ]               |
| DB Dienstleistungen GmbH                                        | Berlin                   | Deutsche Bahn AG                            | verschmolzen auf DB Mobility Logistics AG                    | 1. Juni 2016           | [ 30 ]               |
| DB European Railservice GmbH                                    | Dortmund                 | DB Fernverkehr AG                           | verschmolzen auf DB Fernverkehr AG                           | 22. Aug. 2018          | [ 31 ]               |
| DB GesundheitsService GmbH                                      | Berlin                   | Deutsche Bahn AG                            | verkauft an IAS                                              | 31. Dez. 2006          | [ 32 ]               |
| DB Gastronomie GmbH                                             | Frankfurt am Main        | Deutsche Bahn AG                            | verschmolzen auf Deutsche Bahn AG                            | 2024                   | [ 33 ]               |
| DB Heidekrautbahn GmbH                                          | Potsdam                  | DB Regio AG                                 | umfirmiert in DB Regio Rheinland GmbH                        | 23. Dez. 2008          | [ 34 ]               |
| DB Informatik-Dienste GmbH                                      | Erfurt                   | Deutsche Bahn AG                            | fusioniert zu DB Systems GmbH                                | 31. Dez. 2001          | [ 35 ]               |
| DB International GmbH                                           | Berlin                   | DB Mobility Logistics AG                    | fusioniert zu DB Engineering & Consulting GmbH               | 31. März 2016          | [ 36 ]               |
| DB Magnetbahn GmbH                                              | München                  | Deutsche Bahn AG                            | verschmolzen auf DB Mobility Logistics AG                    | 10. Sep. 2010          | [ 37 ]               |
| DB Mobility Logistics AG                                        | Berlin                   | Deutsche Bahn AG                            | verschmolzen auf Deutsche Bahn AG                            | 26. Aug. 2016          | [ 3 ]                |
| DB Netz AG                                                      | Frankfurt am Main        | Deutsche Bahn AG                            | verschmolzen auf DB InfraGO AG                               | 27. Dez. 2023          | [ 38 ]               |
| DB Personenverkehr GmbH                                         | Frankfurt am Main        | Deutsche Bahn AG                            | umfirmiert in DB Vertrieb GmbH                               | 11. Sep. 2006          |                      |
| DBProjekt GmbH Stuttgart 21                                     | Stuttgart                | ?                                           | verschmolzen auf DB ProjektBau GmbH                          | 8. Okt. 2003           | [ 25 ]               |
| DB Projekt Verkehrsbau GmbH                                     | ?                        | ?                                           | verschmolzen auf DB ProjektBau GmbH                          | 8. Okt. 2003           | [ 25 ]               |
| DB ProjektBau GmbH                                              | Berlin                   | DB Netz AG DB Station&Service AG            | fusioniert zu DB Engineering & Consulting GmbH               | 31. März 2016          | [ 36 ]               |
| DB Regio Baden-Württemberg GmbH                                 | Stuttgart                | DB Regio AG                                 | umfirmiert in DB Regio Westfalen GmbH                        | 5. Nov. 2009           | [ 39 ]               |
| DB Regio Bayern GmbH                                            | München                  | DB Regio AG                                 | verschmolzen auf DB Regio AG                                 | 15. Sep. 2011          | [ 41 ] [ 42 ]        |
| DB Regio Hanse Verkehr GmbH                                     | Rostock                  | DB Regio AG                                 | verschmolzen auf DB Regio AG                                 | 15. Sep. 2011          | [ 41 ]               |
| DB Regio Hessen GmbH                                            | Frankfurt                | DB Regio AG                                 | verschmolzen auf DB Regio AG                                 | 31. Aug. 2011          | [ 41 ] [ 43 ] [ 44 ] |
| DB Regio Nahverkehr Eins GmbH                                   | Frankfurt am Main        | DB Regio AG                                 | umfirmiert in S-Bahn Hannover GmbH                           | 24. März 2011          | [ 41 ]               |
| DB Regio Nahverkehr Zwei GmbH                                   | Frankfurt am Main        | DB Regio AG                                 | umfirmiert in DB Regio Rhein-Ruhr GmbH                       | 21. Juli 2010          | [ 41 ]               |
| DB Regio Nahverkehr Drei GmbH                                   | Frankfurt am Main        | DB Regio AG                                 | verschmolzen auf DB Regio AG                                 | 31. Aug. 2011          | [ 41 ]               |
| DB Regio Nahverkehr Vier GmbH                                   | Frankfurt am Main        | DB Regio AG                                 | umfirmiert in DB Stadtverkehr Bayern GmbH                    | 22. Okt. 2010          | [ 39 ]               |
| DB Regio Nord GmbH                                              | Hannover                 | DB Regio AG                                 | verschmolzen auf DB Regio AG                                 | 29. Aug. 2012          | [ 41 ] [ 46 ]        |
| DB Regio Nordost GmbH                                           | Potsdam                  | DB Regio AG                                 | verschmolzen auf DB Regio AG                                 | 28. Sep. 2011          | [ 41 ]               |
| DB Regio NRW GmbH                                               | Düsseldorf               | DB Regio AG                                 | verschmolzen auf DB Regio AG                                 | 5. Sep. 2012           | [ 41 ]               |
| DB Regio Rhein-Neckar GmbH                                      | Mannheim                 | DB Regio AG                                 | umfirmiert in S-Bahn Mitteldeutschland GmbH                  | 11. März 2009          | [ 39 ]               |
| DB Regio Rhein-Ruhr GmbH                                        | Essen                    | DB Regio AG                                 | verschmolzen auf DB Regio AG                                 | 15. Sep. 2011          |                      |
| DB Regio Rheinland GmbH                                         | Köln                     | DB Regio AG                                 | verschmolzen auf DB Regio NRW                                | 11. Aug. 2011          | [ 41 ] [ 49 ]        |
| DB Regio Südost GmbH                                            | Leipzig                  | DB Regio AG                                 | verschmolzen auf DB Regio AG                                 | 7. Juni 2011           | [ 41 ] [ 50 ]        |
| DB Regio Südwest GmbH                                           | Mainz                    | DB Regio AG                                 | verschmolzen auf DB Regio AG                                 | 28. Sep. 2011          | [ 41 ]               |
| DB Regio Thüringen GmbH                                         | Erfurt                   | DB Regio AG                                 | verschmolzen auf DB Regio AG                                 | 15. Sep. 2011          | [ 41 ]               |
| DB Regio Westfalen GmbH                                         | Dortmund                 | DB Regio AG                                 | verschmolzen auf DB Regio AG                                 | 11. Aug. 2011          | [ 41 ] [ 51 ]        |
| DB Regionalbahn Rhein-Ruhr GmbH                                 | Essen                    | DB Regio AG                                 | fusioniert zu DB Regio NRW GmbH                              | 31. Juli 2004          |                      |
| DB Regionalbahn Rheinland GmbH                                  | Köln                     | DB Regio AG                                 | fusioniert zu DB Regio NRW GmbH                              | 31. Juli 2004          |                      |
| DB Regionalbahn Schleswig-Holstein GmbH                         | Kiel                     | DB Regio AG                                 | verschmolzen auf DB Regio AG                                 | 31. Dez. 2005          | [ 53 ]               |
| DB Regionalbahn Westfalen GmbH                                  | Münster (Westf)          | DB Regio AG                                 | fusioniert zu DB Regio NRW GmbH                              | 31. Juli 2004          |                      |
| DB Reise & Touristik AG                                         | Frankfurt am Main        | Deutsche Bahn AG                            | umfirmiert in DB Fernverkehr AG                              | 18. Dez. 2003          | [ 54 ]               |
| DB Schwarzwaldbahn GmbH                                         | Freiburg                 | DB Regio AG                                 | verschmolzen auf DB Regio AG                                 | 31. Dez. 2005          | [ 53 ]               |
| DB Schenker BTT GmbH                                            | Mainz                    | Schenker Deutschland AG                     | umfirmiert zu DB Cargo BTT GmbH                              | 1. Apr. 2016           | [ 55 ]               |
| DB Services Immobilien GmbH                                     | Berlin                   | Deutsche Bahn AG                            | verschmolzen auf Deutsche Bahn AG                            | 30. Aug. 2013          | [ 56 ]               |
| DB Services Nord GmbH                                           | Hamburg                  | DB Dienstleistungen GmbH                    | verschmolzen auf DB Services Nordost GmbH                    | 12. Aug. 2011          | [ 57 ]               |
| DB Services Nordost GmbH                                        | Berlin                   | DB Dienstleistungen GmbH                    | umfirmiert in DB Services GmbH                               | Aug. 2011              | [ 57 ]               |
| DB Services Süd GmbH                                            | München                  | DB Dienstleistungen GmbH                    | verschmolzen auf DB Services Nordost GmbH                    | 12. Aug. 2011          | [ 57 ]               |
| DB Services Südost GmbH                                         | Leipzig                  | DB Dienstleistungen GmbH                    | verschmolzen auf DB Services Nordost GmbH                    | 12. Aug. 2011          | [ 57 ]               |
| DB Services Südwest GmbH                                        | Frankfurt am Main        | DB Dienstleistungen GmbH                    | verschmolzen auf DB Services Nordost GmbH                    | 12. Aug. 2011          | [ 57 ]               |
| DB Services Technische Dienste GmbH                             | Berlin                   | DB Dienstleistungen GmbH                    | umfirmiert in DB Kommunikationstechnik GmbH                  | 22. Mai 2007           | [ 58 ]               |
| DB Services West GmbH                                           | Köln                     | DB Dienstleistungen GmbH                    | verschmolzen auf DB Services Nordost GmbH                    | 12. Aug. 2011          | [ 57 ]               |
| DB Stadtverkehr GmbH                                            | Frankfurt am Main        | DB Mobility Logistics AG                    | verschmolzen auf DB Regio AG                                 | 31. Dez. 2010          | [ 59 ]               |
| DB Stadtverkehr Bayern GmbH                                     | Coburg                   | DB Regio AG                                 | umfirmiert in DB Regio Bus Bayern GmbH                       | 16. Juli 2012          | [ 60 ]               |
| DB Station&Service AG                                           | Berlin                   | Deutsche Bahn AG                            | verschmolzen auf DB InfraGO AG                               | 27. Dez. 2023          |                      |
| DB Systems GmbH                                                 | Frankfurt am Main        | DB Dienstleistungen GmbH                    | fusioniert zu DB Systel GmbH                                 | 31. Dez. 2006          |                      |
| DB Telematik GmbH                                               | Frankfurt am Main        | DB Dienstleistungen GmbH                    | fusioniert zu DB Systel GmbH                                 | 31. Dez. 2006          |                      |
| DB Waggonbau Niesky GmbH                                        | Niesky                   | DB Fahrzeuginstandhaltung GmbH              | verkauft an Quantum                                          | 24. Juli 2014          | [ 61 ]               |
| Deutsche Bahn Gleisbau GmbH (DBG)                               | Duisburg                 | DB Bahnbau GmbH                             | verschmolzen auf DB Bahnbau Gruppe GmbH                      | 31. Dez. 2009          | [ 26 ]               |
| Deutsche Eisenbahn-Reklame GmbH                                 | Kassel                   | Deutsche Bahn AG                            | verkauft an Ströer DERG Media                                | 30. Nov. 2005          | [ 63 ]               |
| Deutsche Gleis- und Tiefbau GmbH (DGT)                          | Berlin                   | DB Bahnbau GmbH                             | verschmolzen auf DB Bahnbau Gruppe GmbH                      | 31. Dez. 2009          | [ 26 ]               |
| Deutsche Touring GmbH                                           | Frankfurt am Main        | DB Fernverkehr AG (83 %)                    | verkauft an Eurosur S.A.                                     | 31. Dez. 2004          | [ 64 ] [ 65 ]        |
| Elbe Saale Bahn GmbH                                            | Magdeburg                | DB Regio AG                                 | verschmolzen auf DB Regio AG                                 | 31. Okt. 2007          | [ 66 ]               |
| Europac GmbH                                                    | Coburg                   | Schenker Deutschland AG                     | verschmolzen auf Schenker Deutschland AG                     | 1. Sep. 2008           | [ 67 ]               |
| Hangartner AG                                                   | Zürich/Schweiz           | Schenker Deutschland AG                     | fusioniert mit Schenker Schweiz AG                           | 23. Juni 2010          |                      |
| Harzbahn GmbH                                                   |                          | DB Regio AG                                 | umfirmiert in Elbe Saale Bahn GmbH                           | 2. Aug. 2006           | [ 68 ]               |
| Heider Stadtverkehr GmbH                                        | Heide                    | Autokraft GmbH                              | verschmolzen auf Autokraft GmbH                              | 17. Aug. 2012          | [ 69 ]               |
| Ingenieur-, Brücken- und Tiefbau GmbH (IBT)                     | Dresden                  | DB Bahnbau GmbH                             | verschmolzen auf DB Bahnbau Gruppe GmbH                      | 31. Dez. 2009          | [ 26 ]               |
| Johannes R. Weichelt GmbH                                       | Coburg                   | Schenker Deutschland AG                     | verschmolzen auf Schenker Deutschland AG                     | 1. Sep. 2008           | [ 70 ]               |
| KVB Sigmaringen GmbH                                            | Sigmaringen              | DB ZugBus Regionalverkehr Alb-Bodensee GmbH | verkauft an Robert Bayer GmbH                                | 10. Juni 2008          | [ 71 ]               |
| Mair Spedition & Logistik GmbH                                  | Gersthofen               | Schenker Deutschland AG                     | verschmolzen auf Schenker Deutschland AG                     | 1. Sep. 2008           | [ 72 ]               |
| Metropolitan Express Train GmbH                                 | Bad Homburg vor der Höhe | DB Fernverkehr AG                           | verschmolzen auf DB Fernverkehr AG                           | 31. Dez. 2004          | [ 65 ]               |
| Mitropa AG                                                      | Frankfurt am Main        | Deutsche Bahn AG                            | verkauft an Compass Group                                    | 31. März 2004          | [ 73 ]               |
| Mobile Oberbauschweißtechnik GmbH (MOS)                         | Berlin                   | Deutsche Gleis- und Tiefbau GmbH (DGT)      | verschmolzen auf Deutsche Gleis- und Tiefbau GmbH (DGT)      | 10. Juli 2008          | [ 74 ]               |
| MTS MarkenTechnikService                                        | Rülzheim                 | DB Schenker                                 | verkauft                                                     | 2022                   | [ 75 ]               |
| F.W. Neukirch Speditions GmbH                                   | Bremen                   | Schenker Deutschland AG                     | verschmolzen auf Schenker Deutschland AG                     | 29. Aug. 2008          | [ 76 ]               |
| Nuclear Cargo + Service GmbH                                    | Hanau                    | DB Schenker                                 | verkauft an DAHER                                            | 31. Dez. 2006          | [ 78 ]               |
| Railion Deutschland AG                                          | Mainz                    | DB Schenker Rail GmbH                       | umfirmiert in DB Schenker Rail Deutschland AG                | 15. Feb. 2009          |                      |
| Railog GmbH                                                     | Kelsterbach              | Schenker Deutschland AG                     | verschmolzen auf Schenker Deutschland AG                     | 29. Aug. 2008          | [ 79 ]               |
| Regional- und Stadtverkehr Bayern GmbH (RSB)                    | Nürnberg                 | DB Regio AG                                 | verschmolzen auf DB Regio AG                                 | 9. Sep. 2011           |                      |
| Rhein-Westerwald Nahverkehr GmbH                                | Montabaur                | DB Regio AG                                 | umfirmiert in DB Regio Bus Rhein-Mosel GmbH                  | 20. Mai 2016           | [ 80 ]               |
| Roll Spedition GmbH                                             | Crailsheim               | Schenker Deutschland AG                     | verschmolzen auf Schenker Deutschland AG                     | 1. Sep. 2008           | [ 81 ]               |
| S-Bahn Hannover GmbH                                            | Hannover                 | DB Regio AG                                 | verschmolzen auf DB Regio AG                                 | 15. Sep. 2011          |                      |
| S-Bahn Mitteldeutschland GmbH                                   | Leipzig                  | DB Regio AG                                 | verschmolzen auf DB Regio AG                                 | 9. Sep. 2011           | [ 82 ]               |
| S-Bahn München GmbH                                             | München                  | DB Regio AG                                 | verschmolzen auf DB Regio AG                                 | 31. Aug. 2005          | [ 83 ]               |
| SAR Schenker Automotive RailNet GmbH                            | Kelsterbach              | Schenker Deutschland AG                     | fusioniert zu DB Schenker Rail Automotive GmbH               | 15. Sep. 2010          |                      |
| SBV Schenker Beteiligungsverwaltungs AG                         | Frankfurt am Main        | Schenker Deutschland AG                     | aufgelöst                                                    | 20. Okt. 2008          | [ 84 ]               |
| Schenker AG                                                     | Essen                    | Deutsche Bahn AG                            | verkauft an DSV                                              | 30. Apr. 2025          | [ 85 ]               |
| Schenker (BAX) Europe Holding GmbH                              | Essen                    | Schenker Deutschland AG                     | umfirmiert in Schenker Technik GmbH                          | 25. Juni 2014          | [ 86 ]               |
| Schenker Industrial Logistics GmbH                              | München                  | Schenker Deutschland AG                     | verschmolzen auf Schenker AG                                 | 12. Mai 2010           | [ 87 ]               |
| Spain-Tir Transportes Internacionales S.A.                      | Barcelona/Spanien        | Deutsche Bahn AG                            | fusioniert mit Schenker Espana S.A. zu DB Schenker Spain-TIR | 31. Okt. 2012          | [ 88 ]               |
| Stinnes AG                                                      | Mülheim an der Ruhr      | Deutsche Bahn AG                            | umfirmiert in DB Mobility Logistics AG                       | 6. Feb. 2008           |                      |
| Stinnes Beteiligungs-Verwaltungs GmbH                           | Essen                    | Deutsche Bahn AG                            | verschmolzen auf Schenker AG                                 | 17. Mai 2015           | [ 89 ]               |
| Stinnes Immobiliendienst Verwaltungsgesellschaft mbH            | Mülheim an der Ruhr      | Deutsche Bahn AG                            | verschmolzen auf DB Services Immobilien GmbH                 | 9. Aug. 2011           | [ 90 ]               |
| Stinnes Logistics GmbH 1                                        | Mülheim an der Ruhr      | Deutsche Bahn AG                            | verschmolzen auf Stinnes Montan GmbH                         | 30. Sep. 2005          | [ 91 ]               |
| Stinnes Logistics GmbH 2                                        | Essen                    | Deutsche Bahn AG                            | verschmolzen auf DB Mobility Logistics AG                    | 1. Sep. 2015           | [ 92 ]               |
| Stinnes Montan GmbH                                             | Essen                    | Deutsche Bahn AG                            | aufgelöst                                                    | 4. Nov. 2005           | [ 93 ]               |

Anmerkungen: